# مانوتشو باروس
مانوتشو باروس (بالبرتغالية: João Hernani Rosa Manucho Barros‏) هو لاعب كرة قدم أنغولي في مركز الهجوم، ولد في 19 أبريل 1986 في أنغولا. شارك مع منتخب أنغولا لكرة القدم. أما مع النوادي، فقد لعب مع إنتر كلوب وبترو إتليتيكو.

## وصلات خارجية
- مانوتشو باروس على موقع قاعدة بيانات كرة القدم.إي يو (الإنجليزية)
- مانوتشو باروس على موقع ناشيونال فوتبول تيمز (الإنجليزية)
- مانوتشو باروس على موقع Soccerway.com (الإنجليزية)